# Patrick Artero
Patrick Artero (né le 26 avril 1950 au Vietnam) est un trompettiste français de jazz, jouant également du cornet et du bugle. Il joue de différents style comme le Oldtime Jazz, le swing, mais aussi le Modern Jazz, la musique légère et la musique latino-américaine. Il est également compositeur, notamment sur ses trois albums de jazz en son nom propre dans les années 2000.

## Biographie
Né à Hanoï au Vietnam, Patrick Artero (qui a des origines espagnoles) a grandi à Oran en Algérie puis en France à l'adolescence. Il a appris à jouer de la trompette dès l'âge de dix ans. Il a débuté dans la formation de son collège, en 1964.  

« Mon père, militaire de carrière, avait ramené de la guerre de Corée, quelques disques de Jazz. »

En 1969, il devient membre pendant quatre ans du groupe de jazz oldtime Les Haricots rouges, qui existe encore aujourd'hui. Ensuite, dans les années 1970, il a fait partie du septette de Michel Attenoux, rencontre determinante où il est entré en contact avec de nombreux musiciens connus du mainstream jazz français  (Claude Luter, Maxime Saury, Marc Laferrière, Guy Laffitte, Hubert Fol, René Urtreger, Pierre Michelot, Gérard Badini, Martial Solal, etc.) et a accompagné de nombreuses légendes du jazz américain. Il a parfois été soliste dans le big band de Claude Bolling. En 1977, il a joué dans le Anachronic Jazz Band lorsque celui-ci a reçu le Prix Sidney Bechet.
Il a également composé et arrangé pour le cinéma et la télévision, notamment aux côtés de Jean-Christophe Averty, et est apparu comme acteur dans un téléfilm français sur Bix Beiderbecke. Dans les années 1980, il s'est tourné vers la musique latino-américaine (comme la salsa) et a dirigé son propre groupe, avec lequel il a par exemple accompagné le groupe franco-sénégalais Touré Kunda, Alpha Blondy et les groupes de zouk Kassav' et Zouk Machine, ainsi que des artistes de variété.
Dans les années 1990, il s'est à nouveau tourné vers le jazz. Il joue dans le “Paris Barcelona Swing Connection”, dans lequel il enregistre avec Frank Wess et Wild Bill Davis, joue dans les “Collégiens” de Sacha Distel et avec le big band de Gérard Badini, dans le big band du batteur François Laudet, créé en 1993, et dans celui du saxophoniste Michel Pastre. Il a également joué dans le “Megaswing Quintet” et dans “Mambo Mania” ainsi qu'avec l'orchestre de Paul Mauriat, mais s'est aussi produit en solo dans des festivals de jazz du monde entier. Il a également beaucoup joué à la télévision française en tant que musicien accompagnateur, entre autres de Serge Gainsbourg, Eddy Mitchell, Michel Legrand et Dizzy Gillespie et a accompagné Henri Salvador lors de sa tournée d'adieu.

« Le jazz, c’est une petite histoire d’amour. On forme une grande famille. Quand on réussit à jouer un bon morceau ensemble, on se regarde et on sait. On a la satisfaction d’avoir tout bien mis en place et d’avoir fait un bon travail d’équipe. »

En Allemagne, il a joué dans un quintette commun avec le saxophoniste Matthias Seuffert (de) et a également joué dans le “Swingtette” de Flip Gehring (de).
En 2009, il a reçu le prix du public aux Victoires du Jazz. Il vit en Allemagne et est marié à une Allemande.